# Marstall (Darmstadt)
Der Marstall ist ein barockes ehemaliges Stallgebäude in Darmstadt.

## Architektur und Geschichte
Das ursprünglich zweigeschossige barocke Stallgebäude wurde im Jahre 1726 nach Plänen von Erich Philipp Ploennies erbaut.
Der Marstall diente zur Entlastung des unweit des Birngartens (Alexanderstraße) gelegenen Oberen Marstalls.
Im Erdgeschoss waren Ställe für 38 Pferde untergebracht, im Obergeschoss und in den Mansarden befanden sich Räume der Verwaltung und Wohnungen für die Beschäftigten des Marstalls.
Als in den 1920er Jahren nicht mehr alle Räume genutzt wurden, stellte man einen Teil des Gebäudes der von Großherzog Ernst Ludwig und Hermann Graf Keyserling gegründeten „Schule der Weisheit“ zur Verfügung.
Der östliche Teil des Marstalls diente weiterhin als Großherzoglicher Hofleibstall.
Im Jahre 1944 wurde der Marstall bei einem Luftangriff zerstört.
Zwischen 1950 und 1952 wurden die beiden Vollgeschosse wieder aufgebaut und das ehemalige Mansarddach durch ein weiteres Geschoss und ein Walmdach ersetzt.
Der Marstall ist neben dem Langen Bäuche das einzig erhaltene Bauwerk der ersten Stadterweiterung nach Westen.

## Der Marstall heute
Seit dem Wiederaufbau wird der ehemalige Marstall als Dienstgebäude des Hessischen Baumanagements (früher Staatsbauamt) genutzt. 